# Seznam ulic in trgov v Ljubljani leta 1877

Ta seznam vsebuje imena ulic in trgov v Ljubljani v starem mestnem jedru leta 1877 po abecednem vrstnem redu na podlagi Seznama hiš v državnem glavnem mestu Ljubljana, 1877. Imena mestnih četrti se nanašajo na zemljevid mesta v viru. Drugi upoštevani viri so:

## Seznam
| Nemško ime             | Slovensko ime                                    | Mestna četrt      | Današnje ime             | Lega      | Opombe                                                                                    |
| ---------------------- | ------------------------------------------------ | ----------------- | ------------------------ | --------- | ----------------------------------------------------------------------------------------- |
| Aemonastraße           | Emonska cesta                                    | Grajska četrt     | Emonska cesta            | Zemljevid |                                                                                           |
| Aichamtsgasse          | Merosodna ulica                                  | Jakobova četrt    | Merosodna ulica          | Zemljevid | Po tamkajšnjem uradu za nadzor uteži                                                      |
| Alter Markt            | Stari trg                                        | Jakobova četrt    | Stari trg                | Zemljevid |                                                                                           |
| Arbeitshausgasse       | Delavniška ulica                                 | Šolska četrt      | Potočnikova ulica        | Zemljevid | Danes po Blažu Potočniku                                                                  |
| Austraße               | Cesta na Loko                                    | Grajska četrt     | Cesta na Loko            | Zemljevid |                                                                                           |
| Auerspergplatz         | Turjaški trg                                     | Grajska četrt     | Novi trg                 | Zemljevid |                                                                                           |
| Bahnhofgasse           | Kolodvorska ulica                                | Kolodvorska četrt | Kolodvorska ulica        | Zemljevid |                                                                                           |
| Ballhausgasse          | Igriška ulica                                    | Grajska četrt     | Igriška ulica            | Zemljevid | Po igralnici                                                                              |
| Ballhausplatz          | Pred igriščem                                    | Grajska četrt     | Borštnikov trg           | Zemljevid | Danes po Ignaciju Borštniku                                                               |
| Barmherzigen Gasse     | Dolga ulica                                      | Kolodvorska četrt | Dalmatinova ulica        | Zemljevid | Danes po Juriju Dalmatinu                                                                 |
| Beethovengasse         | Beethovnova ulica                                | Grajska četrt     | Beethovnova ulica        | Zemljevid | Po Ludwigu van Beethovnu                                                                  |
| Bergweg                | Strmi pot                                        | Šolska četrt      | Strmi pot                | Zemljevid |                                                                                           |
| Bindersteig            | Sodarska steza                                   | Jakobova četrt    | Sodarska steza           | Zemljevid | Po tamkajšnjih sodarskih delavnicah                                                       |
| Raan, Rain, Am Rahn    | Breg                                             | Grajska četrt     | Breg, Ljubljana          | Zemljevid |                                                                                           |
| Am Brühl               | Prule                                            | Jakobova četrt    | Prule                    | Zemljevid | [ 6 ]                                                                                     |
| Bildgasse              | Znamenjska ulica                                 | Kolodvorska četrt | Znamenjska ulica         | Zemljevid | Po tamkajšnjem znamenju                                                                   |
| Brunngasse             | Kladežna ulica                                   | Grajska četrt     | Kladežna ulica           | Zemljevid | Po tamkajšnjem vodnjaku                                                                   |
| Burgdamm               | Dvorni nasip                                     | Grajska četrt     | Hribarjevo nabrežje      | Zemljevid |                                                                                           |
| Burgplatz              | Dvorni trg                                       | Grajska četrt     | Dvorni trg               | Zemljevid |                                                                                           |
| Burgstallgasse         | Gradišče                                         | Grajska četrt     | Slovenska cesta          | Zemljevid |                                                                                           |
| Chröngasse             | Hrenova ulica                                    | Jakobova četrt    | Hrenova ulica            | Zemljevid | Po Tomažu Hrenu                                                                           |
| Coliseumgasse          | Kolizejska ulica                                 | Kolodvorska četrt | Puharjeva ulica          | Zemljevid | Po Janezu Puharju                                                                         |
| Congreßplatz           | Kongresni trg                                    | Grajska četrt     | Kongresni trg            | Zemljevid |                                                                                           |
| Dampfmühlgasse         | Parna ulica                                      | Kolodvorska četrt | Slomškova ulica          | Zemljevid | [ 11 ]                                                                                    |
| Deutsche Gasse         | Križevniška ulica                                | Grajska četrt     | Križevniška ulica        | Zemljevid |                                                                                           |
| Deutscher Platz        | Križevniški trg                                  | Grajska četrt     | Trg francoske revolucije | Zemljevid |                                                                                           |
| Domplatz               | Škofija                                          | Šolska četrt      | Ciril-Metodov trg        | Zemljevid |                                                                                           |
| Einödgasse             | Soteska                                          | Grajska četrt     | Soteska                  | Zemljevid |                                                                                           |
| Elefantengasse         | Slonova ulica                                    | Grajska četrt     | Čopova ulica             | Zemljevid | Po hotelu Slon, danes po Matiji Čopu                                                      |
| Fabrikgasse            | Fabriška ulica                                   | Kolodvorska četrt | Resljeva cesta           | Zemljevid | Iz fabrka – tovarna, danes po Josefu Resslu                                               |
| Färbersteig            | Barvarska steza                                  | Šolska četrt      | Barvarska steza          | Zemljevid |                                                                                           |
| Feldgasse              | Poljska ulica                                    | Kolodvorska četrt | Komenskega ulica         | Zemljevid | Po Janu Amosu Komenskyju                                                                  |
| Fischgasse             | Ribja ulica                                      | Jakobova četrt    | Ribji trg                | Zemljevid |                                                                                           |
| Floriansgasse          | Ulica sv. Florijana                              | Jakobova četrt    | Gornji trg               | Zemljevid |                                                                                           |
| Flussgasse             | Rečna ulica                                      | Grajska četrt     | Rečna ulica              | Zemljevid |                                                                                           |
| Franziskanergasse      | Frančiškanska ulica                              | Kolodvorska četrt | Nazorjeva ulica          | Zemljevid | Danes po Vladimirju Nazorju                                                               |
| Franz Josef-Straße     | Franca Jozefa cesta                              | Grajska četrt     | Cankarjeva cesta         | Zemljevid | Danes po Ivanu Cankarju                                                                   |
| Franzensquai           | Francovo nabrezje                                | Jakobova četrt    | Cankarjevo nabrezje      | Zemljevid | Danes po Ivanu Cankarju                                                                   |
| Friedhofstraße         | Pokopališka cesta                                | Kolodvorska četrt | –                        |           | Nekoč dovozna cesta, vzporedna železnici proti severu; ne obstaja več(S. 27)              |
| Froschgasse            | Žabjak                                           | Jakobova četrt    | Žabjak                   | Zemljevid | Od 16. stoletja močvirnato območje                                                        |
| Fürstenhofgasse        | Knežja ulica                                     | Grajska četrt     | Turjaška ulica           | Zemljevid |                                                                                           |
| Gartengasse            | Vrtna ulica                                      | Grajska četrt     | Vrtna ulica              | Zemljevid |                                                                                           |
| Gerbersteig            | Strojarska steza                                 | Kolodvorska četrt | –                        |           | Danes pozidana, med Trubarjevo cesto in Petkovškovim nabrežjem(S. 27)                     |
| Gemüsegasse            | Zeleniška ulica                                  | Grajska četrt     | –                        |           | Danes pozidana, južno od Pri brvi (v Trnovem)(S. 27)                                      |
| Getreideplatz          | Žitni trg                                        | Šolska četrt      | Ambrožev trg             | Zemljevid | Zgornji del                                                                               |
| Glockengasse           | Zvonarska ulica                                  | Jakobova četrt    | Zvonarska ulica          | Zemljevid |                                                                                           |
| Gradaschzagasse        | Gradaška ulica                                   | Grajska četrt     | Gradaška ulica           | Zemljevid |                                                                                           |
| Gruberstraße           | Gruberjeva cesta                                 | Jakobova četrt    | Za Gradom                | Zemljevid | Do 1867 po Gabrielu Gruberju                                                              |
| Hafnersteig            | Lončarska steza                                  | Šolska četrt      | Lončarska steza          | Zemljevid | Po tamkajšnjih lončarjih                                                                  |
| Herrengasse            | Gospodska ulica                                  | Grajska četrt     | Gosposka ulica           | Zemljevid |                                                                                           |
| Hilschergasse          | Hilserjeva ulica                                 | Grajska četrt     | Gregorčičeva ulica       | Zemljevid | Danes po Simonu Gregorčiču                                                                |
| Honiggasse             | Medarska ulica                                   | Šolska četrt      | Medarska ulica           | Zemljevid | Po trgovinah z medom                                                                      |
| Jakobs-Platz           | Trg sv. Jakoba                                   | Jakobova četrt    | Levstikov trg            | Zemljevid | Danes po Franu Levstiku                                                                   |
| Jakobsquai             | Nabrežje sv. Jakoba                              | Jakobova četrt    | Gallusovo nabrežje       | Zemljevid | Danes po Jakobu Petelinu Gallusu                                                          |
| Judengasse             | Židovska ulica                                   | Grajska četrt     | Židovska ulica           | Zemljevid | Ulica v nekdanjem getu                                                                    |
| Judensteig             | Židovska steza                                   | Grajska četrt     | Židovska steza           | Zemljevid | Ulica v nekdanjem getu                                                                    |
| Kaiser Josefs-Platz    | Trg cesarja Jožefa                               | Šolska četrt      | Krekov trg               | Zemljevid | Danes po Janezu Evangelistu Kreku                                                         |
| Kapitelgasse           | Kapiteljska ulica                                | Šolska četrt      | Kapiteljska ulica        | Zemljevid | Po vrtu kapitlja stolnice sv. Nikolaja                                                    |
| Karlstädterstraße      | Karlovška cesta                                  | Jakobova četrt    | Karlovška cesta          | Zemljevid | Danes po Karlovcu                                                                         |
| Kasernplatz            | Pred kasarno                                     | Kolodvorska četrt | überbaut                 |           | Vrazov trg, Šuštarjevo nabrežje, ulica Ecke Rozmanove                                     |
| Kastellgasse           | Ulica na grad                                    | Jakobova četrt    | Ulica na Grad            | Zemljevid |                                                                                           |
| Kirchengasse           | Cerkvena ulica                                   | Grajska četrt     | Eipprova ulica           | Zemljevid |                                                                                           |
| Knafflgasse            | Knaffljeva ulica                                 | Grajska četrt     | Tomšičeva ulica          | Zemljevid |                                                                                           |
| Kolesiagasse           | Kolezijska ulica                                 | Grajska četrt     | Kolezijska ulica         | Zemljevid | Po mlinu Kolezija                                                                         |
| Krakauer Damm          | Krakovski nasip                                  | Grajska četrt     | Krakovski nasip          | Zemljevid | po Krakovem                                                                               |
| Krakauer Gasse         | Krakovska ulica                                  | Grajska četrt     | Krakovska ulica          | Zemljevid | po Krakovem                                                                               |
| Kreuzgasse             | Razpotna ulica                                   | Grajska četrt     | –                        |           |                                                                                           |
| Kuhtal                 | Kravja dolina                                    | Kolodvorska četrt | Vidovdanska cesta, Tabor | Zemljevid | 1902 Radeckega cesta                                                                      |
| Lastenstraße           | Dovozna cesta                                    | Kolodvorska četrt | Vilharjeva cesta         | Zemljevid | Po Miroslavu Vilharju                                                                     |
| Lederergasse           | Usnarska ulica                                   | Kolodvorska četrt | Usnjarska ulica          | Zemljevid |                                                                                           |
| Lingergasse            | Lingarjeva ulica                                 | Šolska četrt      | Mačkova ulica            | Zemljevid | Po Gregorju Mačku                                                                         |
| Lohsteig               | Čreslo, Za Čreslom                               | Kolodvorska četrt | Za Čreslom               | Zemljevid | Po čreslovini                                                                             |
| Loka. Cesta na Loko    | Cesta na Loko                                    | Grajska četrt     | Cesta na Loko            | Zemljevid |                                                                                           |
| Maria Theresien-Straße | Cesta Marije Terezije                            | Kolodvorska četrt | Gosposvetska cesta       | Zemljevid | Med 1919 in 1945 Gosposvetska, 1942 Cesta Arielle Rea                                     |
| Marienplatz            | Marijin trg                                      | Grajska četrt     | Prešernov trg            | Zemljevid |                                                                                           |
| Martinstraße           | Sv. Martin, Cesta sv. Martina                    | Kolodvorska četrt | Šmartinska cesta         | Zemljevid |                                                                                           |
| Maierhofgasse          | Pristavska ulica                                 | Kolodvorska četrt | Kotnikova ulica          | Zemljevid | Danes po Karlu Kotniku                                                                    |
| Mestni log             | Mestni log, Cesta v mestni log                   | Grajska četrt     | Cesta v Mestni log       | Zemljevid |                                                                                           |
| Neugasse               | Nova ulica                                       | Kolodvorska četrt | Kersnikova ulica         | Zemljevid | Danes po Janku Kersniku                                                                   |
| Nonnengasse            | Nunska ulica                                     | Grajska četrt     | Veselova ulica           | Zemljevid | Poimenovana po uršulinski cerkvi sv. Trojice                                              |
| Petersdamm             | Sv. Peter, Nasip sv. Petra                       | Kolodvorska četrt | Petkovškovo nabrežje     | Zemljevid |                                                                                           |
| Peterstraße            | Sv. Peter, Cesta sv. Petra                       | Kolodvorska četrt | Trubarjeva cesta         | Zemljevid |                                                                                           |
| Pfalzgasse             | Škofja ulica                                     | Kolodvorska četrt | Rozmanova ulica          | Zemljevid | Danes po Francu Rozmanu - Stanetu                                                         |
| Pfarrgasse             | Farovška ulica                                   | Kolodvorska četrt | –                        |           | Po župnišču sv. Petra, blizu Univerzitetnega kliničnega centra(S. 25)                     |
| Polanadamm             | Poljanski nasip                                  | Šolska četrt      | Poljanski nasip          | Zemljevid | Poimenovanje izhaja iz 14. stoletja                                                       |
| Polanaplatz            | Poljanski trg                                    | Šolska četrt      | Ambrožev trg             | Zemljevid | Le spodnji del                                                                            |
| Polanastraße           | Poljanska cesta                                  | Šolska četrt      | Poljanska cesta          | Zemljevid | Poimenovanje izhaja iz 14. stoletja                                                       |
| Prescherenplatz        | Prešernov trg                                    | Grajska četrt     | Prešernov trg            | Zemljevid |                                                                                           |
| Quergasse              | Prečna ulica                                     | Kolodvorska četrt | Prečna ulica             | Zemljevid |                                                                                           |
| Rathausplatz           | Mestni trg                                       | Jakobova četrt    | Mestni trg               | Zemljevid |                                                                                           |
| Am Reber               | Reber, V Rebru                                   | Jakobova četrt    | Reber                    | Zemljevid | V pomenu "Strma pot"                                                                      |
| Reitschulgasse         | Konjušna ulica                                   | Grajska četrt     | Ziherlova ulica          | Zemljevid | Danes po Borisu Ziherlu, 1860 Tirnauer Damm                                               |
| Reitschulplatz         | Konjušnica, Pred konjušnico                      | Grajska četrt     | Ziherlova ulica          | Zemljevid | Leta 1860 po spodnji opekarni                                                             |
| Resselplatz            | Reseljev trg                                     | Kolodvorska četrt | Resljeva cesta           | Zemljevid |                                                                                           |
| Römerstraße            | Rimska cesta                                     | Grajska četrt     | Rimska cesta             | Zemljevid |                                                                                           |
| An der Römermauer      | Mirje, Na Mirju                                  | Grajska četrt     | Mirje                    | Zemljevid |                                                                                           |
| Rosenbachstraße        | Rožnik, Cesta na Rožnik                          | Grajska četrt     | Cesta v Rožno dolino     | Zemljevid | Po Rožni dolini                                                                           |
| Rosengasse             | Rožna ulica                                      | Jakobova četrt    | Rožna ulica              | Zemljevid |                                                                                           |
| Rudolfsbahnstraße      | Rudolofova zelenica, Cesta na Rudolfovo zelenico | Kolodvorska četrt | Vošnjakova ulica         | Zemljevid | Danes po Josipu Vošnjaku                                                                  |
| Salendergasse          | Salendrova ulica                                 | Grajska četrt     | Salendrova ulica         | Zemljevid | Po hiši družine Salitinger na tej lokaciji                                                |
| Schießstättgasse       | Streliška ulica                                  | Šolska četrt      | Streliška ulica          | Zemljevid |                                                                                           |
| Schellenburggasse      | Selenburgova ulica                               | Grajska četrt     | Slovenska cesta          | Zemljevid |                                                                                           |
| Schlossergasse         | Ključavničarska ulica                            | Jakobova četrt    | Ključavničarska ulica    | Zemljevid |                                                                                           |
| Schmale Gasse          | Ozka ulica                                       | Šolska četrt      | –                        |           | Danes pozidana, med Kapiteljsko ulico in Ljubljanico(S. 26)                               |
| Schneidergasse         | Krojaška ulica                                   | Jakobova četrt    | Krojaška ulica           | Zemljevid |                                                                                           |
| Schulallee             | Šolski drevored                                  | Šolska četrt      | Adamič-Lundrovo nabrežje | Zemljevid | Danes po Ivanu Adamiču in Rudolfu Lundru                                                  |
| Schulgasse             | Šolska ulica                                     | Šolska četrt      | Vodnikov trg             | Zemljevid |                                                                                           |
| Schustergasse          | Črevljarska ulica                                | Grajska četrt     | Čevljarska ulica         | Zemljevid |                                                                                           |
| Seilergang             | Vožarski pot                                     | Jakobova četrt    | Vožarski pot             | Zemljevid |                                                                                           |
| Seminargasse           | Semeniška ulica                                  | Šolska četrt      | Vodnikov trg             | Zemljevid | Po tamkajnšnjem semenišču                                                                 |
| Sitticherhof-Gasse     | Stiška ulica                                     | Jakobova četrt    | Stiška ulica             | Zemljevid |                                                                                           |
| Spenglersteig          | Kleparska steza                                  | Jakobova četrt    | Kleparska steza          | Zemljevid |                                                                                           |
| Spinnergasse           | Predilna ulica                                   | Kolodvorska četrt | Pražakova ulica          | Zemljevid | Danes po Alojzu Pražaku                                                                   |
| Spitalgasse            | Špitalska ulica                                  | Jakobova četrt    | Stritarjeva ulica        | Zemljevid | Danes po Josipu Stritarju                                                                 |
| Stadtwaldstraße        | Karunova ulica                                   | Grajska četrt     | Karunova ulica           | Zemljevid | Slovensko poimenovanje od 1902                                                            |
| Am Steg                | Brv, Pri Brvi                                    | Grajska četrt     | Pri Brvi                 | Zemljevid |                                                                                           |
| Sternwartgasse         | Zvezdarska ulica                                 | Jakobova četrt    | Zvezdarska ulica         | Zemljevid | Po nekdanji zvezdarni Gabriela Gruberja na tem kraju                                      |
| An der Stiege          | Stolba, Na stolbi                                | Šolska četrt      | Na stolbi                | Zemljevid |                                                                                           |
| Studentengasse         | Študentovska ulica                               | Šolska četrt      | Študentovska ulica       | Zemljevid | Po nekdanji šoli na današnjem Vodnikovemu trgu                                            |
| Südbahnstraße          | Južna železnica, Cesta na južno železnico        | Kolodvorska četrt | Trg Osvobodilne fronte   | Zemljevid |                                                                                           |
| Thalsteig              | Dolinska steza                                   | Kolodvorska četrt | Kastelčeva ulica         | Zemljevid |                                                                                           |
| Theatergasse           | Gledališka ulica                                 | Grajska četrt     | Wolfova ulica            | Zemljevid |                                                                                           |
| Theaterstiege          | Gledališka stolba                                | Grajska četrt     | Gledališka stolba        | Zemljevid | Stopnišče ob gledališču, ki je 1887 pogorelo                                              |
| Thierspitalsgasse      | Živinozdravska ulica                             | Šolska četrt      | Živinozdravska ulica     | Zemljevid | Po veterinarski šoli, ki je stala na tej ulici                                            |
| Tirnauer Gasse         | Trnovska ulica                                   | Grajska četrt     | Trnovska ulica           | Zemljevid | Po Trnovem                                                                                |
| Tirnauer Lände         | Trnovski pristan                                 | Grajska četrt     | Trnovski pristan         | Zemljevid |                                                                                           |
| Unter der Trantsche    | Pod Trančo                                       | Jakobova četrt    | Pod Trančo               | Zemljevid | Po mestnem zaporu                                                                         |
| Triesterstraße         | Tržaška cesta                                    | Grajska četrt     | Tržaška cesta            | Zemljevid |                                                                                           |
| Trödlersteig           | Starinarska steza                                | Jakobova četrt    | –                        |           | Povezovala Jakobov privez in Stari trg, kjer so delovali antikvariati; leta 1897 opuščena |
| Trubergasse            | Trubarjeva ulica                                 | Jakobova četrt    | Zoisova cesta            | Zemljevid |                                                                                           |
| Tuchscherergasse       | Suknarska ulica                                  | Šolska četrt      | –                        |           | Danes pozidana, med Kapiteljsko ulico in Ljubljanico(S. 27)                               |
| Ufersteig              | Obrežna steza                                    | Kolodvorska četrt | Obrežna steza            | Zemljevid |                                                                                           |
| Valvasorplatz          | Valvasorjev trg                                  | Šolska četrt      | Trg narodnih herojev     | Zemljevid | Po Janezu Vajkardu Valvasorju                                                             |
| Vegagasse              | Vegova ulica                                     | Grajska četrt     | Vegova ulica             | Zemljevid |                                                                                           |
| Vodnikgasse            | Vodnikova ulica                                  | Šolska četrt      | Vodnikov trg             | Zemljevid | Po Valentinu Vodniku                                                                      |
| Wassersteig            | Vodna steza                                      | Jakobova četrt    | Vodna steza              | Zemljevid |                                                                                           |
| Eckgasse               | Vogelna ulica                                    | Grajska četrt     | Vogelna ulica            | Zemljevid | [ 3 ]                                                                                     |
| Wienerstraße           | Dunajska cesta                                   | Kolodvorska četrt | Dunajska cesta           | Zemljevid |                                                                                           |
| Wiesengasse            | Travniška ulica                                  | Kolodvorska četrt | Metekova ulica           | Zemljevid | [ 11 ]                                                                                    |
| Ziegelstraße           | Opekarska cesta                                  | Grajska četrt     | Opekarska cesta          | Zemljevid |                                                                                           |
| Zimmerergasse          | Tesarska ulica                                   | Jakobova četrt    | Tesarska ulica           | Zemljevid |                                                                                           |
| Zoisstraße             | Cojzova cesta                                    | Grajska četrt     | Zoisova cesta            | Zemljevid |                                                                                           |

## Zemljevidi stare Ljubljane
- Ljubljana in njena primestja, 1826
- Zemljevid mesta, 1826
- Ljubljana in njena primestja, 1842
- Zemljevid mesta, 1860
- Zemljevid mesta, 1902
- Zemljevid mesta, 1910